# تاينكاسل بارك
تاينكاسل بارك (بالإنجليزية: Tynecastle Park)‏ هو ملعب كرة القدم يقع في مدينة إدنبرة، يستضيف الملعب نادي دوري كرة القدم الاسكتلندي الممتاز هارت أوف ميدلوثيان. كما استضافت المباريات الدولية لمنتخب اسكتلندا لكرة القدم، واستخدمت كمكان محايد لنصف نهائي كأس اسكتلندا وكأس الدوري الإسكتلندي. يستوعب الملعب 19852 مقعدًا، مما يجعلها سادس أكبر ملعب لكرة القدم في اسكتلندا. لعبت الفريق هارت أوف ميدلوثيان في هذا الملعب منذ عام 1886.

## طالع أيضًا
- إيستر رود